# 栗栖継
栗栖 継（くりす けい、男性、1910年7月18日 - 2009年4月18日）は、日本の翻訳家、チェコ文学者、共産主義者、エスペランティスト、日本エスペラント学会顧問、世界エスペラント協会名誉会員、日中友好文通の会会長。
息子の栗栖茜は医師・翻訳家・エッセイスト。

## 生涯
1910年7月18日、和歌山県に生まれる。本名は継之進（つぐのしん）。父が自殺したため母子家庭で育つ。家が貧しく、中学校の修学旅行に行くことができず、学校に残って自習したことがある（1927年）。その自習中、英語の教師からエスペラントの存在を初めて知った。
大阪外国語学校フランス語部（後の大阪外国語大学フランス語学科を中退する。1930年、肺結核を患い、神戸の結核療養所に入院する。当時のインテリの若者の常として、共産主義運動に共鳴していたが、この病弱さゆえ、自分が革命運動に貢献できるかどうか悩んでいた。その当時、雑誌「戦旗」に掲載された「プロレタリアとエスペラント語」という論文を読み、エスペラントにより革命運動に参加できると考え、エスペラントを学習する。その後は、戦前・戦後と継続して、徳永直など日本のプロレタリア文学などのエスペラント翻訳などを多数行った。
共産主義運動に参加していたため、戦前は治安維持法により特別高等警察によって数回逮捕・投獄された経験がある。
戦後は日本共産党に入党するが、1951年に徳永直と共同で新日本文学会の運営に関する意見書を公表し、日本共産党を離党する。
1949年、エスペラント運動に関する功績により「小坂賞」を受賞。
少年期からチェコ文学に興味があり、また、共産主義者としての使命感もあり、エスペラント、英語、仏語からの重訳で、ユリウス・フチーク「絞首台からのレポート」など、チェコ文学を2冊翻訳して、世間から「チェコ文学者」とみなされていた。
そのため、「本物のチェコ文学者」となろうと、40歳を過ぎてから、独学でチェコ語を学習する。その学習の合間には、大江健三郎の『同時代ゲーム』に登場する「誇大妄想狂患者」のモデルとなった、松沢病院に入院していた、チェコ語の独学者にして名手である山ノ井愛太郎とも交流した。
正式な「チェコ文学者」となってからは、特にラディスラフ・ムニャチコ、カレル・チャペックの作品を多く翻訳する。
1995年7月、ルイジ・ミナヤ賞（世界エスペラント協会主催文芸コンクール、エッセイ部門第1位）受賞。
2007年、横浜みなとみらい21で開催された第92回世界エスペラント大会では、開会式でエスペラントであいさつを行った。

## 翻訳

### 日本語への翻訳
- 『鮭の一生』（モーチマ・バティン、栗栖継之進名義訳、国華堂日童社） 1942
- 『同じ太陽が世界を照らしてゐる』（編、北大路書房） 1949
- 『世界の声 世界の人民から日本の人民へ』（編訳、三一書房） 1949
- 『嵐は樹をつくる 死の前の言葉』（ユリウス・フーチク、学芸社） 1952
  - 『絞首台からレポート』（ユリウス・フゥチーク、筑摩書房、世界ノンフィクション全集） 1962、岩波文庫 1977
- 『声なきバリケード』（ヤン・ドルダ、青銅社） 1952
- 『おばあさん』（ネムツォヴァ、岩波少年文庫） 1956、岩波文庫 1977
- 『ダイナマイトの番人 / 高遠なる徳義 / 密蜂を飼う人』（ヤン・ドルタ、麦書房） 1958
『ダイナマイトの番人 / 高遠なる徳義 / 蜜蜂を飼う人』（ヤン・ドルタ、むぎ書房） 1984
- 『ぼくらは船長』（ボーフミル・ジーハ、岩波書店） 1965
- 『時間と分』（ベドナール、恒文社、現代東欧文学全集） 1967
- 『星のある生活 / 少女カテジナのための祈り・闇に影はない・一口の食べ物』（ヴァイル / ルスティク、恒文社、現代東欧文学全集） 1967
- 『危険な言語 迫害のなかのエスペラント』（ウルリッヒ・リンス、岩波新書） 1975
- 『ズザナとマリエ』（オルガ・シャインプルゴヴァー、晶文社） 1975
- 『アコンカグア山頂の嵐』（チボル・セケリ、栗栖茜共訳、福音館書店） 1990、ちくま文庫 1999

#### カレル・チャペック
- 『ひとつのポケットから出た話』（カレル・チャペク、至誠堂） 1960
- 『竜の島 ベホーネク / 郵便屋さんの話』（チャペック、講談社） 1965
- 『郵便屋さんの話 / 長い長いおまわりさんの話』（カレル・チャペック、講談社、世界の名作図書館） 1967
- 『山椒魚戦争』（チャペック、早川書房、世界SF全集） 1970、のち岩波文庫、のちハヤカワ文庫
- 『ロボット（R.U.R.）』（チャペック、学習研究社、世界文学全集34） 1978
『カレル・チャペック戯曲集1 ロボット』（カレル・チャペック、十月社） 1992

#### ラディスラヴ・ムニャチコ
- 『遅れたレポート』（ムニャチコ、勁草書房、ムニャチコ選集） 1966、のち岩波同時代ライブラリー
- 『死の名はエンゲルヒェン』（ラディスラヴ・ムニャチコ、勁草書房、ムニャチコ選集） 1969
- 『七日目の夜』（ラディスラヴ・ムニャチコ、河出書房新社） 1969
- 『権力の味』（ラディスラヴ・ムニャチコ、河出書房新社） 1970

#### ヤロスラフ・ハシェク
- 『兵士シュベイクの冒険』上・下（ヤロスラフ・ハシェク、筑摩書房、世界ユーモア文学全集14・15） 1962 - 1963
『兵士シュヴェイクの冒険<1>』（ヤロスラフ・ハシェク、岩波文庫） 1972
『兵士シュヴェイクの冒険<2>』（ヤロスラフ・ハシェク、岩波文庫） 1972
『兵士シュヴェイクの冒険<3>』（ヤロスラフ・ハシェク、岩波文庫） 1973
『兵士シュヴェイクの冒険<4>』（ヤロスラフ・ハシェク、岩波文庫） 1974、復刊1996ほか
- 『プラハ冗談党レポート - 法の枠内における穏健なる進歩の党の政治的・社会的歴史』（ヤロスラフ・ハシェク、トランスビュー） 2012

### エスペラントへの翻訳
- 『セメント樽の中の手紙』（葉山嘉樹、"Literatura Mondo" ） 1949
- 『拍手しない男』（藤森成吉、"Literatura Mondo"） 1948
- 『春さきの風』（中野重治、"Literatura Mondo"） 1948
- 『馬』（徳永直、"Literatura Mondo"）  1949
- 『蟹工船』（小林多喜二、未刊行。スロバキア語へのザールプスキーによる重訳が刊行された）